# Peru nos Jogos Olímpicos de Verão de 1996
Peru participou dos Jogos Olímpicos de Verão de 1996 em Atlanta, Estados Unidos.